# Parco nazionale Piatra Craiului
Il parco nazionale Piatra Craiului (in romeno Parcul naţional Piatra Craiului) è un'area naturale protetta che si trova nella Romania centrale. Istituito nel 1938.